# Illustrationen (Walzer)
Illustrationen ist ein Walzer von Johann Strauss Sohn (op. 331). Das Werk wurde am 26. Januar 1869 im Sofienbad-Saal in Wien erstmals aufgeführt.

## Einzelnachweis
1. ↑  Quelle: Englische Version des Booklets (Seite 77) in der 52 CDs umfassenden Gesamtausgabe der Orchesterwerke von Johann Strauß (Sohn), Hrsg. Naxos (Label). Das Werk ist als neunter Titel auf der 28. CD zu hören.